# Alexander Bard
Pour les articles homonymes, voir Bard.
Alexander Bengt Magnus Bard, né le 17 mars 1961 à Motala (Suède) est un artiste, producteur de musique et essayiste suédois.

## Éducation et parcours
Bard est né Bengt Magnus Alexander Bard à Västra Ny, dans la Municipalité de Motala, en Suède. Après avoir terminé ses études secondaires supérieures, Bard a étudié aux États-Unis et à Amsterdam, aux Pays-Bas. Alors qu'il vivait à Amsterdam, il a gagné une partie de sa vie en se prostituant.
Il est retourné en Suède pour étudier à l'École d'économie de Stockholm de 1984 à 1988. Bard eut un vif intérêt pour la philosophie et la théorie sociale et désira devenir écrivain. Il donne des conférences depuis 1996, se spécialisant sur les implications sociales de la révolution interactive, il est depuis devenu un des principaux porte-parole de Science du management sur la scène internationale.
Bard a écrit trois livres avec le théoricien des médias Jan Söderqvist, le premier appelé Nätokraterna (publié en anglais en 2003 sous le titre Netocracy: The New Power Elite & Life After Capitalism, ainsi que dans 11 autres langues, le deuxième intitulé Det globala imperiet (actuellement traduit en anglais The Global Empire), et un troisième intitulé Kroppsmaskinerna (publié initialement en 2009, en cours de traduction en anglais sous le nom de The Body Machines) dans lesquels il présente sa vision philosophique de la révolution interactive.

## Carrière musicale
Bard a commencé sa carrière musicale en 1982 avec le single Life in a Goldfish Bowl publié sous le nom Baard, un projet de fusion synthé-punk en collaboration avec deux stripteaseuses. Bard eut plus tard quelques succès en tant que Barbie, où l'artiste travesti produisait de la pop dance.
Après avoir abandonné les travaux sur un deuxième album de Barbie, il a formé Army of lovers avec deux anciens membres de l'entourage de Barbie, Jean-Pierre Barda et La Camilla. Army Of Lovers eut plus de 20 hit dans toute l'Europe, les plus célèbres étant Crucified, Obsession, et Sexual Revolution, tandis que leur présence aux États-Unis et le Royaume-Uni a été limitée à plusieurs reprises dans des clubs. Ils ont publié cinq albums studio, fait plus de 20 clips vidéo, et ont eu un succès phénoménal dans toute l'Europe de l'Est, avant que Bard ne dissolve le groupe en 1996. Army Of Lovers a par la suite obtenu un large statut emblématique dans la culture gay, souvent désigné comme parfait exemple d'interprétation post-moderne du mouvement Camp.
Après la fin d'Army Of Lovers, Bard fonda Vaccuum, un projet symphonique synthpop avec Marina Schiptjenko (issue du groupe de synthpop Page), et un nouveau venu, Mattias Lindblom. Leur premier single I Breathe est rapidement devenu une des meilleures ventes de singles en Suède en 1997 et a également pris la tête des ventes de singles en Italie. Les autres titres n'eurent pas le même succès, si ce n'est en Russie et en Ukraine, et Bard quitta le groupe après seulement deux albums. Il reforma Army Of Lovers brièvement en 2000 pour quelques nouvelles chansons et un Greatest Hits Collection, il coécrivit et copublia la suite les deux premiers albums d'Alcazar.
Depuis 2005, Bard travaille et a fait des concerts avec le nouveau groupe, BWO (acronyme de Body Without Organs, corps sans organes), avec Marina Schiptjenko et un nouveau chanteur, Martin Rolinski. Leur premier album Prototype a généré sept top 20 hit singles en Scandinavie et dans toute l'Europe de l'Est et a atteint le statut de disque de platine. Un deuxième album, Halcyon Days, sorti en avril 2006, est devenu disque d'or et a généré à ce jour trois autres hit singles. 2007 voit la sortie du troisième album Fabricator, suivi en 2008 par une compilation et un quatrième album solo en 2009, Big Science.
En Décembre 2009, Bard a annoncé qu'il travaillait avec le coproducteur Henrik Wikström sur un nouveau projet intitulé "Gravitonas", signé chez Universal Music Worldwide. Le projet, décrit comme electro-rock, et présentant Bard lui-même et le chanteur Andreas Öhrn, a publié son premier EP digital EP en avril 2010 a eu son premier hits en Suède et en Russie à l'automne 2010. Un premier album de Gravitonas est prévu pour Septembre 2011.
Outre les groupes mentionnés ci-dessus, Alexander Bard a également travaillé comme interprète et producteur pour plusieurs artistes suédois, dans les années 1980, principalement avec Ola Håkansson et Tim Norell, au début des années 1990 avec Anders Wollbeck et Per Adebratt-en particulier sur le début des années 1990 Columbia Records - Afrique signé culte acte Midi Maxi & EFTI-et, plus récemment, principalement avec Anders Hansson.Il a été cofondateur de Stockholm Records et a actuellement plusieurs activités connexes liées à Internet et à la musique.
À la fin de 2007, l'entrée de Bard au Melodifestivalen 2008 a été révélée. Il a été choisi pour produire une des 28 chansons du concours. Il a terminé troisième en finale.

## Opinions politiques et religieuses
Bard a commencé à étudier le zoroastrisme en 1983, et a été introduit à la foi à Göteborg en 1997 où son navjote a été effectué par un prêtre (mobed) nommé Kamran Jamshidi[réf. nécessaire]. Son ami proche Trita Parsi, qui ensuite est devenu le fondateur et président de la National Iranian American Council, a été intronisé au cours de la même cérémonie. Bard a, à maintes reprises, dans des débats en ligne et dans les discours, prôné un retour à une forme originale de la religion, connue par ses adeptes comme l'interprétation zoroastrisme Mazdayasnique.
À plusieurs reprises, Bard a causé beaucoup de controverse en militant pour l'utilisation de substances narcotiques et pour une libéralisation des trop strictes lois suédoises en matière d'usage de drogues au cours d'apparitions à la télévision et à la radio nationales suédoises et en rédigeant des articles. Il a également été activiste politique pour les droits des prostituées et des minorités sexuelles. Bisexuel libertin auto-proclamé, Bard a vécu dans les années 1990 une relation très médiatisée avec l'anthropologue et écrivaine suédoise Petra Östergren. Bard a également été  membre du Parti libéral du peuple suédois et de son aile jeunesse, la jeunesse libérale de Suède. Il est retourné à la politique en juin 2008 comme l'un des fondateurs du réseau cyberliberal Liberati, initialement organisé comme groupe de soutien pour Camilla Lindberg, membre du Parlement suédois et amie proche de Bard.
Une controverse au sujet d'Alexander Bard eut lieu au printemps de 2006, lorsque le premier quotidien de Suède Dagens Nyheter fit un dossier sur le réseau Internet Elit, un forum privé suédois pour les célébrités et les journalistes fondé et administré par Bard. Bien que le réseau ait été couvert par les médias à plusieurs reprises pendant les quinze années de son existence, il a reçu une attention particulière lorsque le journal a publié des correspondances issues du réseau où des célébrités lançaient de dures attaques personnelles envers d'autres célébrités et personnalités médiatiques. Elit a été critiqué pour encourager la propagation de rumeurs et de ragots sur l'intimité des célébrités populaires, mais a été défendu par ses participants, qui ont fait valoir que le réseau n'est pas un forum public, et que les quelques exemples de diffamation ou d'insultes, qui ont été publiées dans la presse, ne sont pas représentatives du réseau dans son ensemble.